# Gorybia lissonota
Gorybia lissonota är en skalbaggsart som beskrevs av Martins 1976. Gorybia lissonota ingår i släktet Gorybia och familjen långhorningar. Inga underarter finns listade i Catalogue of Life.